# Galactia remansoana
Galactia remansoana är en ärtväxtart som beskrevs av Hermann August Theodor Harms. Galactia remansoana ingår i släktet Galactia och familjen ärtväxter. Inga underarter finns listade i Catalogue of Life.